# Villa La Gressa
Villa La Gressa si trova in via della Concezione a Firenze, tra i colli di Monterinaldi e di Careggi.

## Storia e descrizione
Chiamata anche "della Concezione" perché facente originariamente parte di un omonimo complesso conventuale, il fabbricato prende il nome da una adiacente cappella, non più esistente. La villa fu ricostruita nelle dimensioni attuali nella seconda metà del Seicento dai Gerini. Appartenne nel XIX secolo alla cantante lirica Carolina Ungher (che vi morì) e a suo marito François Sabatier, poi alle sorelle Huntington e, nel Novecento ai Monari Rocca e ai della Seta. Nell'Ottocento venne ristrutturata in alcuni elementi, con l'aggiunta ad esempio del balcone con veranda sottostante, sul lato breve e di una tea-house successivamente adibita a cappella. 
Si trova in posizione elevata, sovrastante un giardino formale all'italiana ed è affiancata da un "selvatico" costituito da un bosco di lecci tra i quali spicca un pregevole esemplare centenario.